# フライト・オブ・ザ・ヒッポグリフ
- ユニバーサル・パークス&リゾーツ > ユニバーサル・スタジオ・ジャパン > ユニバーサル・スタジオ・ジャパンのアトラクション > フライト・オブ・ザ・ヒッポグリフ
- 魔法ワールド > ウィザーディング・ワールド・オブ・ハリー・ポッター > フライト・オブ・ザ・ヒッポグリフ

フライト・オブ・ザ・ヒッポグリフ（英: Flight of the Hippogriff）は、ユニバーサル・パークス&リゾーツが展開する『ハリー・ポッター』シリーズをテーマにしたファミリー向けのローラーコースター型アトラクションである。

## 存在するパーク
- アイランズ・オブ・アドベンチャー（ユニバーサル・オーランド・リゾート）
- ユニバーサル・スタジオ・ジャパン
- ユニバーサル・スタジオ・ハリウッド
- ユニバーサル・スタジオ・北京

## 概要

### アイランズ・オブ・アドベンチャー
「フライト・オブ・ザ・ヒッポグリフ」は、元々「フライング・ユニコーン」という名前で運営されていたジェットコースターを再設計したアトラクションである。「フライング・ユニコーン」は2000年6月29日にアイランズ・オブ・アドベンチャー内の「ザ・ロスト・コンティネント」にオープンし、パーク開業後に追加された初期のアトラクションの一つであった。
2007年5月に「ウィザーディング・ワールド・オブ・ハリー・ポッター」の開業が発表された際、「フライング・ユニコーン」と近隣の「デュエリング・ドラゴン」が新エリアの予定地に含まれていることが確認された。しかし、当時はこれらのアトラクションが閉鎖されるのか、再テーマ化されるのかは明らかにされなかった。
「フライング・ユニコーン」は8年間の運営を経て2008年7月7日に閉鎖され、「ウィザーディング・ワールド・オブ・ハリー・ポッター」の建設が開始された。2009年9月15日にユニバーサルは新エリアにオープンするアトラクションを正式に発表し、「フライング・ユニコーン」が「フライト・オブ・ザ・ヒッポグリフ」としてリニューアルされることが確認された。2010年6月1日にソフトオープンし、同年6月18日に新エリアとともに正式オープンした。

### ユニバーサル・スタジオ・ジャパン
「フライト・オブ・ザ・ヒッポグリフ」は2014年7月15日に「ウィザーディング・ワールド・オブ・ハリー・ポッター」の一部としてオープンした。

### ユニバーサル・スタジオ・ハリウッド
2016年4月7日に「ウィザーディング・ワールド・オブ・ハリー・ポッター」の一部としてオープンした。本アトラクションは、ユニバーサル・スタジオ・ハリウッドで初の屋外ジェットコースターとなった。

## ストーリー

### 待ち列
本アトラクションでは、ルビウス・ハグリッドが若い魔法使いであるゲストにヒッポグリフの飛ばし方を教えるという新たなストーリーが設定されている。待ち列はホグワーツの敷地内を通り、ハグリッドの小屋や森を抜けて進む。途中、魔法生物のケアを学ぶオープンキャノピーを通過し、ライドに乗り込む。

### ライド
ゲストはヒッポグリフに乗り込み、禁じられた森やハグリッドの小屋の上空を飛ぶ試験飛行を体験する。出発前に、ヒッポグリフにお辞儀をするよう指示され、正しい作法を学ぶ。ライドはその後、ハグリッドの小屋やかぼちゃ畑の上空を旋回しながら進み、滑らかな飛行を楽しむことができる。